# Trichostomum decipiens
Trichostomum decipiens là một loài rêu trong họ Pottiaceae. Loài này được Schultz mô tả khoa học đầu tiên năm 1819.